# Ricardo Serrano

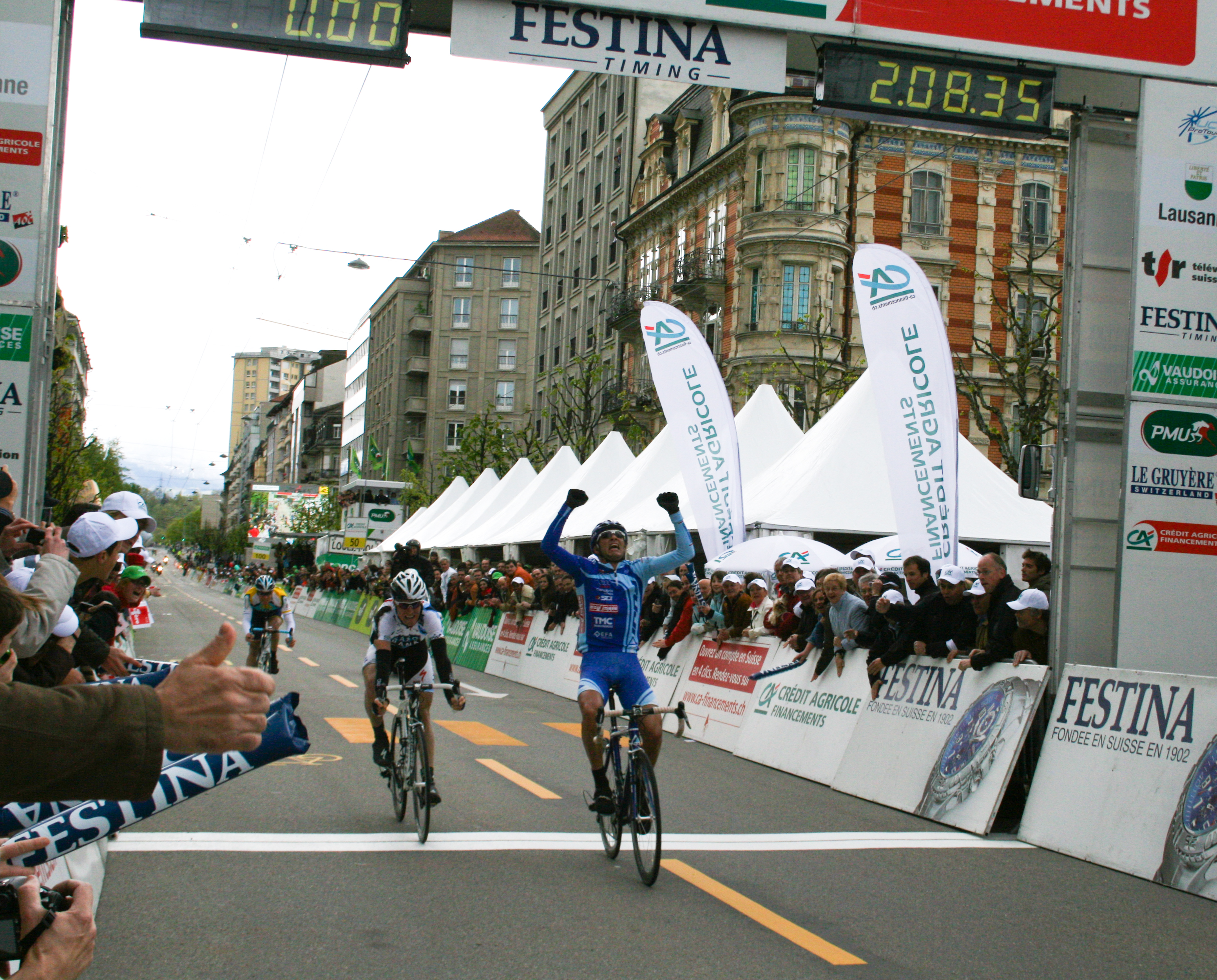
Ricardo Serrano bei seinem Sieg auf der ersten Etappe der Tour de Romandie 2009

Ricardo Serrano González (* 4. August 1978 in Valladolid) ist ein ehemaliger spanischer Radrennfahrer.

## Karriere
Ricardo Serrano erhielt 2003 beim spanischen Radsportteam Cafés Baqué seinen ersten Profivertrag. Im Jahr 2006 wurde er mit elf Sekunden Rückstand Zweiter bei der Valencia-Rundfahrt hinter Toni Colóm. Seinen ersten internationalen Erfolg feierte Serrano 2006 bei der Vuelta a La Rioja. Er gewann die zweite Etappe und wurde Erster im Gesamtklassement.
Nachdem Serrano 2009 eine Etappe der Tour de Romandie gewonnen hatte, wurde er vor dem Giro d’Italia und danach während der Tour de Suisse am 13. Juni 2009 positiv auf das EPO-Mittel CERA getestet und daraufhin umgehend von seinem Team Fuji-Servetto suspendiert.
Im Juni 2010 sperrte der Weltsportverband UCI Serrano für zwei Jahre und er musste zusätzlich 23.100 Euro Strafe bezahlen. Serranos Biologischer Pass wies nach UCI-Angaben ein auffälliges Blutprofil auf. Zudem deuteten Analysen von Dopingproben aus dem Vorjahr auf die Einnahme des Blutdopingmittels CERA hin. Bereits 2006 war er mit einem überhöhten Hämatokritwert aufgefallen.

## Erfolge
2006
- Gesamtwertung und eine Etappe Vuelta a La Rioja

2009
- eine Etappe Tour de Romandie

## Teams
- 2003/2004: Cafés Baqué
- 2005/2006: Kaiku
- 2007/2008: Team Tinkoff Credit Systems
- 2009: Fuji-Servetto